# NGC 6305
NGC 6305 في الفهرس العام الجديد، هي مجرة محدبة، تقع في كوكبة المجمرة. اكتشفت في 5 يوليو 1836 بواسطة جون هيرشل.

## روابط خارجية
- NGC 6305 على موقع ويكي سكاي: DSS2, SDSS, GALEX, IRAS, Hydrogen α, X-Ray, Astrophoto, Sky Map, Articles and images